# Laguna de San Lorenzo
Laguna de San Lorenzo es una localidad peruana ubicada en el distrito de Lalaquiz, perteneciente a la provincia de Huancabamba del departamento de Piura, al norte del Perú. 

## Ubicación
Laguna de San Lorenzo se ubica al noroeste de la provincia de Huancabamba, en el distrito de Lalaquiz, en el departamento de Piura.

## Demografía
En 2017 Laguna de San Lorenzo tenía una población de 37 habitantes.